# 8735 Yoshiosakai
8735 Yoshiosakai è un asteroide della fascia principale. Scoperto nel 1997, presenta un'orbita caratterizzata da un semiasse maggiore pari a 3,2034977 UA e da un'eccentricità di 0,2055388, inclinata di 1,94244° rispetto all'eclittica.